# El Justiciero (programa de televisión)
El justiciero es un talkshow producido y transmitido por TC Televisión, que se estrenó el martes 12 de mayo a las 22:30, a cargo de Mauricio John Ayora.

El programa busca resolver los problemas de los participantes conversando, dialogando y llegando a un acuerdo común. “Existe un grupo de investigadores, quienes se encargan de buscar los casos, entrevistarlos y obtener la autorización de los involucrados para participar en el programa y ellos aceptan la decisión que se vaya a tomar en el mismo” afirma Ayora.

## Presentador
Ayora, periodista de seudónimo “Caterva”, conduce actualmente el noticiero de la comunidad DespiérTC, desde las 6H00 hasta las 7H00. Temas de la actualidad y problemas de la comunidad tendrán su respectiva solución.